# Lannevesi
Lannevesi är en sjö i Finland. Den ligger i kommunen Saarijärvi i landskapet Mellersta Finland, i den centrala delen av landet, 270 km norr om huvudstaden Helsingfors. Lannevesi ligger 111,3 meter över havet. Den är 27 meter djup. Arean är 11,02 kvadratkilometer och strandlinjen är 35,29 kilometer lång. Sjön  ingår i Kymmene älvs huvudavrinningsområde.   I omgivningarna runt Lannevesi växer i huvudsak blandskog. Den sträcker sig 9,4 kilometer i nord-sydlig riktning, och 3,6 kilometer i öst-västlig riktning.
I övrigt finns följande i Lannevesi:
- Hirvisaari (en ö)
- Mankkisaari (en ö)